# Køge Kommune (1970-2006)
Køge Kommune i Roskilde Amt blev dannet ved kommunalreformen i 1970. Ved strukturreformen i 2007 blev den udvidet til den nuværende Køge Kommune ved sammenlægning med Skovbo Kommune.

## Køge købstad
Køge havde været købstad, men det begreb mistede sin betydning ved kommunalreformen. I 1940 blev Køge købstads landdistrikt indlemmet i købstaden. I 1966 blev Lellinge sognekommune indlemmet i købstaden:
| Kommune      | Folketal september 1965 | Byer     |
| ------------ | ----------------------- | -------- |
| Køge købstad | 14.144                  | Køge     |
| Lellinge     | 733                     | Lellinge |
| I alt        | 14.877                  |          |

## Herfølge Kommune
I 1968 blev 2 sognekommuner i Præstø Amt frivilligt lagt sammen til Herfølge Kommune:
| Kommune  | Folketal september 1965 | Byer                                          |
| -------- | ----------------------- | --------------------------------------------- |
| Herfølge | 4.145                   | Herfølge, Vedskølle og Hastrup (bydel i Køge) |
| Sædder   | 1.100                   | Algestrup                                     |
| I alt    | 5.245                   |                                               |

## Køge Kommune
Ved selve kommunalreformen blev Herfølge og 2 sognekommuner lagt sammen med Køge købstad til Køge Kommune:
| Kommune      | Folketal 1. januar 1970 | Byer                                       |
| ------------ | ----------------------- | ------------------------------------------ |
| Køge købstad | 16.991                  |                                            |
| Herfølge     | 6.629                   |                                            |
| Højelse      | 3.741                   | Lille Skensved og Ølby Lyng (bydel i Køge) |
| Ølsemagle    | 2.181                   | Ølsemagle Strand (bydel i Køge)            |
| I alt        | 29.542                  |                                            |

## Sogne
Køge Kommune bestod af følgende sogne fra Ramsø Herred i Roskilde amt og Bjæverskov Herred i Præstø Amt:
- Boholte Sogn (Ramsø Herred)
- Herfølge Sogn (Bjæverskov Herred)
- Højelse Sogn (Ramsø Herred)
- Køge Sogn (Ramsø Herred)
- Lellinge Sogn (Bjæverskov Herred)
- Sædder Sogn (Bjæverskov Herred)
- Ølsemagle Sogn (Ramsø Herred)

## Borgmestre[4]
| Navn             | Parti             | Periode   |
| ---------------- | ----------------- | --------- |
| Aage Sund        | Socialdemokratiet | 1970-1974 |
| Jørgen Jørgensen | Socialdemokratiet | 1974-1992 |
| Willi Eliasen    | Socialdemokratiet | 1992-2002 |
| Torben Hansen    | Socialdemokratiet | 2002-2006 |